# Goran Paskaljević
Goran Paskaljević (serbi: Горан Паскаљевић)  (Belgrad, 22 d'abril de 1947 - 20è districte de París, 25 de setembre de 2020) fou un director de cinema serbi. Criat pels seus avis a Niš arran del divorci dels seus pares, va tornar a Belgrad quan tenia 14 anys, començant a treballar al cinema del seu padrastre.
Graduat a l'Escola de Cinema de Praga (FAMU), els seus primers passos al món de l'adreça cinematogràfica es van topar amb la censura comunista txecoslovaca, fins al punt que la seva primera pel·lícula, Pa Hrstka, va ser prohibida. Des de llavors va dirigir així mateix diverses pel·lícules documentals i drames de televisió.
Els seus llargmetratges han participat en festivals de cinema com el de Cannes, Sant Sebastià, la Berlinale o la SEMINCI, sent el director que major nombre d'espigues d'or que d'aquest últim festival atresora, amb un total de tres.
Va ser el president del jurat en el Festival Internacional de Cinema de Sant Sebastià 2010.

## Filmografia
- 1976: Cuvar plaze u zimskom periodu
- 1977: Pas koji je voleo vozove
- 1979: Zemaljski dani teku
- 1980: Poseban tretman
- 1982: Twilight Time
- 1984: Varljivo leto '68
- 1987: Andjeo cuvar
- 1989: Vreme čuda
- 1992: Tango argentino
- 1995: Someone Else's America
- 1998: Bure baruta
- 2001: How Harry Became a Tree
- 2004: San zimske noci
- 2006: Optimisti
- 2009: Medeni mesec
- 2012: Kad svane dan

## Premis i nominacions

### Premis
- 1990: Premi FIPRESCI al Festival Internacional de Cinema de Sant Sebastià 1990 per Vreme čuda:[4]
- 2004: Premi especial del Jurat (Sant Sebastià) per San zimske noci

### Nominacions
- 1976: Os d'Or per Cuvar plaze u zimskom periodu
- 1978: Os d'Or per Pas koji je voleo vozove
- 1980: Palma d'Or per Poseban tretman
- 2001: Lleó d'Or per How Harry Became a Tree
- 2004: Conquilla d'Or per San zimske noci